# Primeira Frente Unida

Bandeira do Kuomintang.

Bandeira do Partido Comunista Chinês.

A Primeira Frente Unida (ou Aliança KMT-PCC) foi formada pelo Kuomintang (KMT) e pelo Partido Comunista Chinês (PCC) em 1924 como uma aliança, em troca de ajuda militar e organizacional soviética, a fim de unificar o governo da República da China, durante o período dos senhores da guerra da China, Juntos, formaram o Exército Nacional Revolucionário Chinês e definiram em 1926, a Expedição do Norte. O PCC se juntou ao KMT com indivíduos, fazendo uso da superioridade do KMT em números para ajudar a espalhar o comunismo. O KMT, por outro lado, queria controlar os comunistas de perto. Ambas as partes tinham seus próprios objetivos, por isso a Frente seria insustentável.

## Dissolução
Entretanto, a tensão começou a se desenvolver entre o KMT e os comunistas, e, em 1927, sob o marechal-de-campo nacionalista (ou Generalíssimo) Chiang Kai-shek, os comunistas foram expurgados da frente, enquanto a Expedição do Norte ainda estava pela metade. Isso deu início a uma guerra civil entre as duas partes, que durou até à formação da Segunda Frente Unida em 1936 devido a Segunda Guerra Sino-Japonesa.